# Shenyang J-35A
 (novembre 2024).
Le Shenyang J-35A (沈阳 J-35A en chinois mandarin), développé par l'AVIC, est un avion furtif conçu pour renforcer les capacités de combat aérien de la Chine. Dévoilé lors de l'Airshow China 2024, il intègre des technologies avancées de furtivité, d’intelligence artificielle et de réseaux, prévu pour intervenir dans des environnements multidomaines. Ce modèle optimisé pour les missions conjointes entre diverses plateformes militaires chinoises est supposé offrir des capacités de défense accrues. Il s'agit d'un avion de chasse, dérivé du programme FC-31. Conçu pour remplacer le Shenyang J-15 de la marine chinoise, il intègre des modifications furtives et il est adapté pour une version navalisée. Bien qu'il ressemble au F-35, il s'en distingue par des différences au niveau des entrées d'air et de la trappe de train d'atterrissage avant.

## Historique
- 2014 (environ) : Des sources allemandes affirment que la Chine aurait utilisé des éléments de conception de l'avion F-35 américain pour développer son propre avion furtif. La Chine dément ces allégations.
- 2017 : Le J-20, un autre avion furtif chinois, est officiellement mis en service dans l'armée de l'air chinoise (PLAAF). En 2024, la PLAAF dispose de 195 J-20 opérationnels.
- 2018 : L'armée chinoise commence à financer la production du J-35, initialement développé par la Shenyang Aircraft Corporation pour le marché international.
- Début 2024 : La version navale du J-35 est testée sur le porte-avions Liaoning de la marine chinoise.
- 6 novembre 2024 : Les médias chinois diffusent une photo officielle du J-35A, qui devra faire sa première apparition publique lors du salon aéronautique de Zhuhai.
- 8 novembre 2024 : L'officialisation de la participation du J-35A et d'autres équipements au salon aéronautique de Zhuhai.
- 12-17 novembre 2024 : Le J-35A doit être présenté officiellement au public lors du salon aéronautique de Zhuhai. Il est supposé accompagné d'autres équipements militaires chinois, notamment des drones de reconnaissance, le système de missiles surface-air H-19 et le Su-57 russe, qui pourrait effectuer son premier déplacement en Chine,.

## Caractéristiques techniques
- Type : Avion de chasse furtif de cinquième génération
- Programme de développement : Dérivé du FC-31/J-31 Gyrfalcon, avec des modifications pour la version navale (J-35) et terrestre (J-35A)
- Moteurs : Double moteur à turboréacteur, potentiellement alimenté par les moteurs WS-13 ou RD-33 dérivés du moteur russe WS-21
- Ailes : Ailes trapézoïdales plus grandes et positionnées différemment pour la version navale, adaptées aux opérations sur porte-avions
- Caractéristiques des roues d'atterrissage : Roues avant simples pour la version terrestre, adaptées aux besoins de la version navale
- Système de lancement : Pas de catapulte pour la version terrestre, version navale dotée de barres de lancement pour les opérations sur porte-avions

### Avionique
- Système de ciblage électro-optique (EOTS)
- Affichage tête haute (HUD) large-angle
- Lentille Luneburg pour gérer la signature radar

### Conception
- Ailes plus effilées et plus fines que celles du F-35, absence de la capacité STOVL (atterrissage et décollage courts et verticaux)
- Structure et stylisme : Nouvelle forme du radôme sans tube pitot, DSI modifié, stabilisateurs verticaux doubles
- Caractéristiques d'extraction des moteurs : Buse d'échappement dentelée pour réduire la signature thermique
- Coût et applications : Moins coûteux que le J-20, ce qui permet un plus grand nombre d'appareils. Complément au J-20 dans la PLAAF, avec un potentiel d'exportation vers d'autres nations.

### Caractéristiques spécifiques au marché
Version exportée J-35E. Le modèle J-35 naval est adapté aux opérations avec un système de lancement par catapulte, et son marché est restreint aux pays disposant de porte-avions adaptés.

### Applications
Remplaçant potentiel du Chengdu J-10 et complément au J-20 dans l'armée de l'air chinoise (PLAAF)
- Cible d'exportation : Potentiel d'exportation en raison de son prix compétitif et de ses caractéristiques furtives

### Dimensions
- Longueur : 17,3 mètres
- Envergure : 11,5 mètres
- Superficie de l'aile : 50 m²
- Masse maximale au décollage (MTOW) : 28 000 kg

### Performances
- Vitesse maximale : Mach 1,8 (environ 2 200 km/h)
- Autonomie : 1 200 km en missions de combat (sans ravitaillement), avec possibilité d'extension via des réservoirs externes et ravitaillement en vol
- Plafond opérationnel : 16 000 mètres (52 000 pieds)

### Armement

#### Armement interne
- Jusqu'à 4 missiles air-air (par exemple PL-15, moyenne/longue portée)
- Missiles air-sol et bombes guidées dans des compartiments internes pour minimiser la signature radar

#### Armement externe
- Jusqu'à 6 points de fixation externes pour missiles ou réservoirs supplémentaires
- Bombes à guidage laser ou GPS, missiles antinavires, en fonction du profil de mission

### Systèmes et capteurs
- Radar : Radar AESA (Active Electronically Scanned Array) pour détection longue portée et suivi de cibles multiples
- Fusion de données : Intégration d'informations provenant de multiples capteurs pour une conscience situationnelle améliorée
- Cockpit : Affichage numérique moderne, avec interfaces de communication et partage de données pour un fonctionnement en réseau

### Furtivité et Design
- Conception furtive pour minimiser la signature radar et infrarouge
- Armement interne prévu pour maintenir une faible signature radar pendant les opérations
Le J-35 est conçu pour opérer à partir de porte-avions, avec des caractéristiques furtives avancées et des capteurs de pointe pour augmenter son efficacité en combat.